# Villaverde de Guadalimar
Villaverde de Guadalimar er en by og kommune i det sydøstlige Spanien i provinsen Albacete. Den har et indbyggertal på 310 (2024) indbyggere.